# Dominic Klemme
Dominic Klemme (født 31. oktober 1986 i Lemgo, Tyskland) er en tysk cykelrytter, som tidligere havde en professionel kontrakt hos Team Saxo Bank, men fra 2011 kørte han hos Team Leopard-Trek.